# Riempjes
Riempjes (Corrigiola litoralis) is een plant die behoort tot de anjerfamilie (Caryophyllaceae). De soort staat op de Nederlandse Rode lijst van planten als zeldzaam en zeer sterk in aantal afgenomen. De plant komt van nature voor in West- en Zuid-Europa en Noordwest-Afrika.

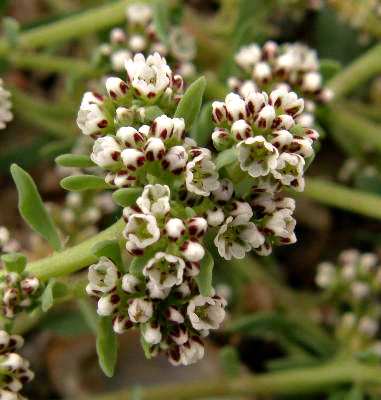
Bloeiwijze

De plant wordt 5-30 cm hoog en heeft veel liggende of rechtopstaande stengels. De blauwgroene lijnvormige bladeren zijn aan de top het breedst. De steunblaadjes zijn vliezig.
Riempjes bloeit van juni tot september met witte of roze bloempjes, die in bijschermen zitten.
De vrucht is een doosvrucht.
De plant komt voor op zomers droge, matig voedselrijke zand- en grindgronden, zoals heidevelden en rivieroevers.

## Namen in andere talen
- Duits: Hirschsprung
- Engels: Strapwort
- Frans: Corrigiola des grèves
- Fries: Riemkes